# ستيفن موريس (لاعب كرة قدم بريطاني)
ستيفن موريس (بالإنجليزية: Stephen Morris)‏ هو لاعب كرة قدم بريطاني في مركز الهجوم، ولد في 13 مايو 1976 في ليفربول في المملكة المتحدة. لعب مع نادي ساوثبورت.